# Sommet du G20 de 2019

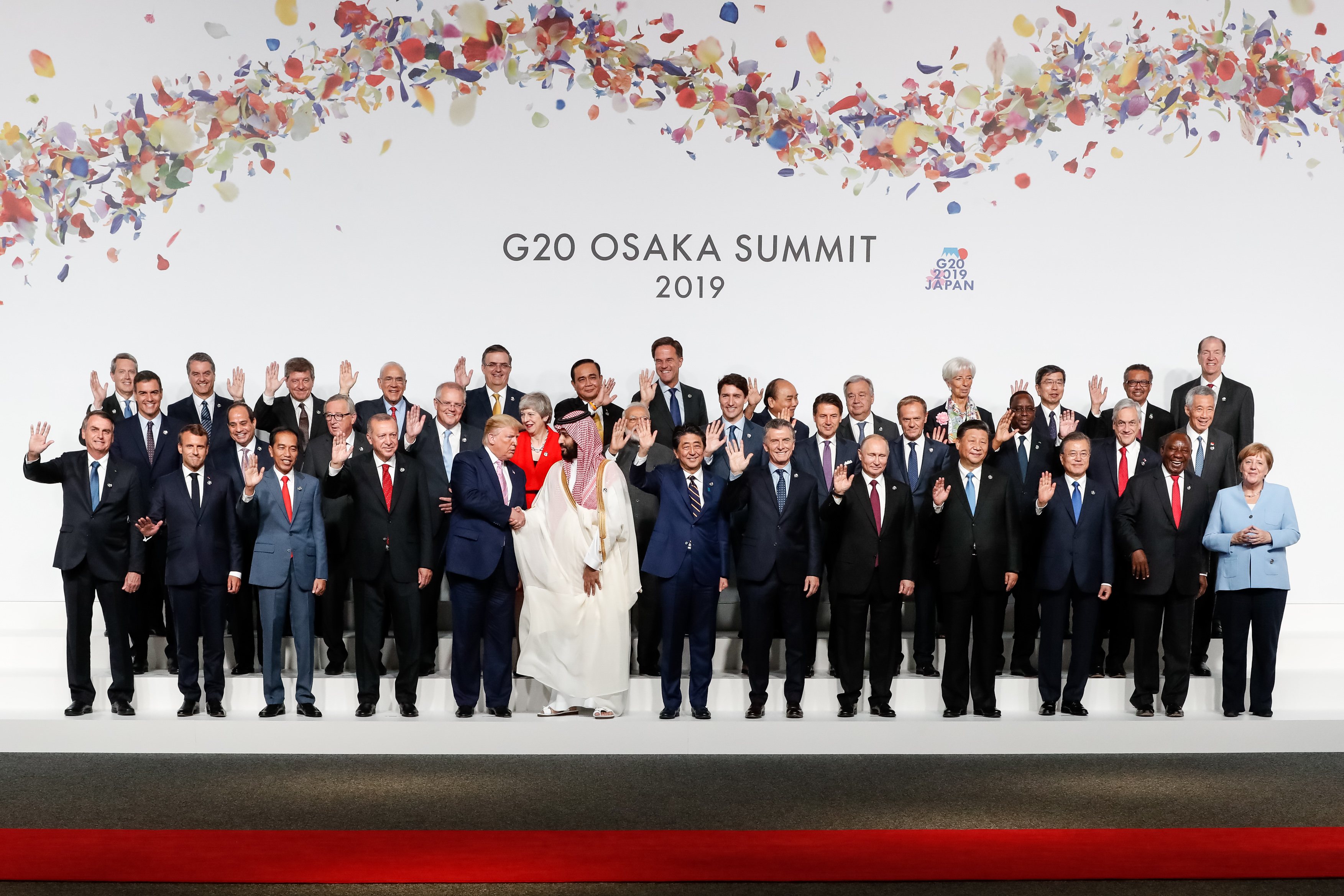
Photographie de groupe des participants au sommet du G20 de 2019.

Le sommet du G20 de 2019 est la quatorzième réunion du Groupe des vingt (G20). Il se tient les 28 et 29 juin 2019 à Osaka, au centre de congrès Intex Osaka.
Il s'agit du premier sommet du G20 à se tenir au Japon.
Les rencontres bilatérales menées en marge du sommet, notamment entre les États-Unis et la Chine, reçoivent plus d'importance que le sommet lui-même, certains observateurs pensant que le format de la réunion est devenu obsolète.

## Chefs d'État et de gouvernement

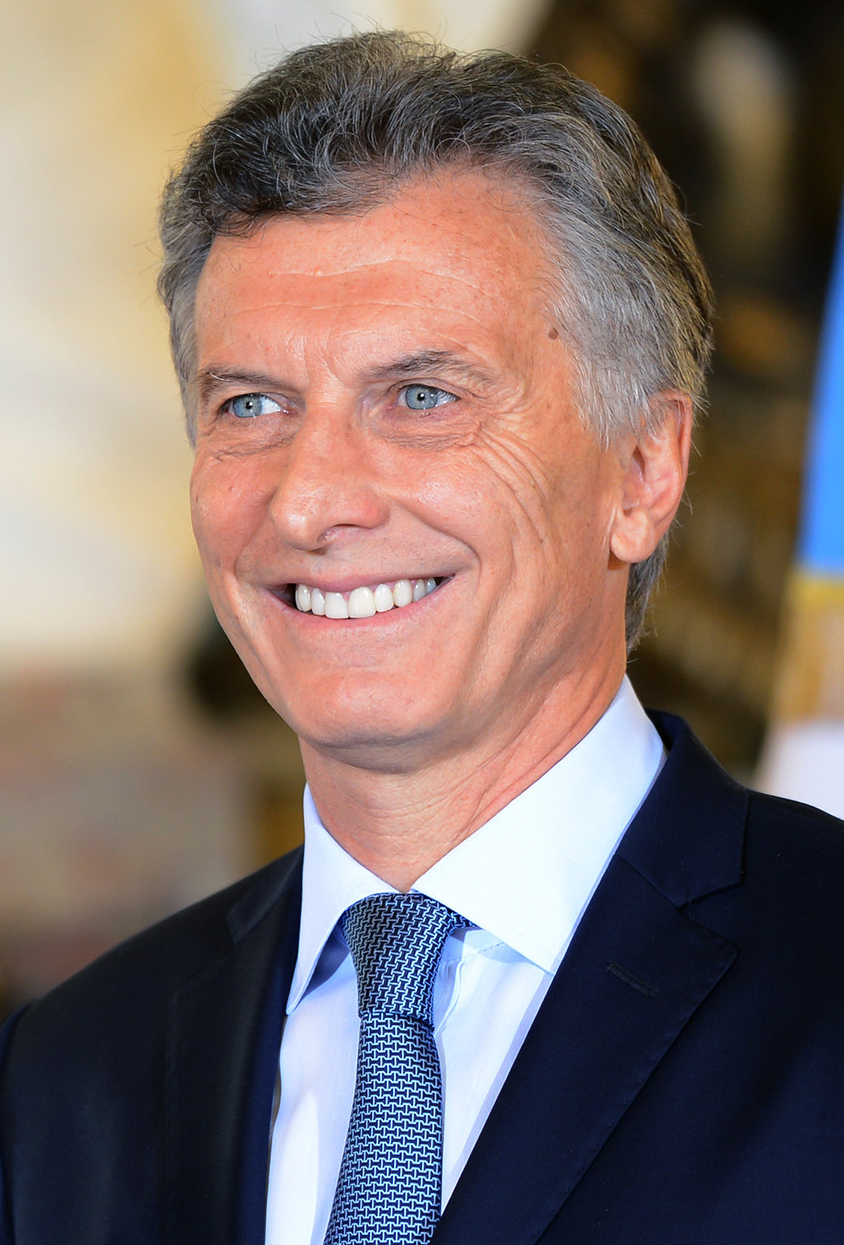
Argentine Mauricio Macri, président
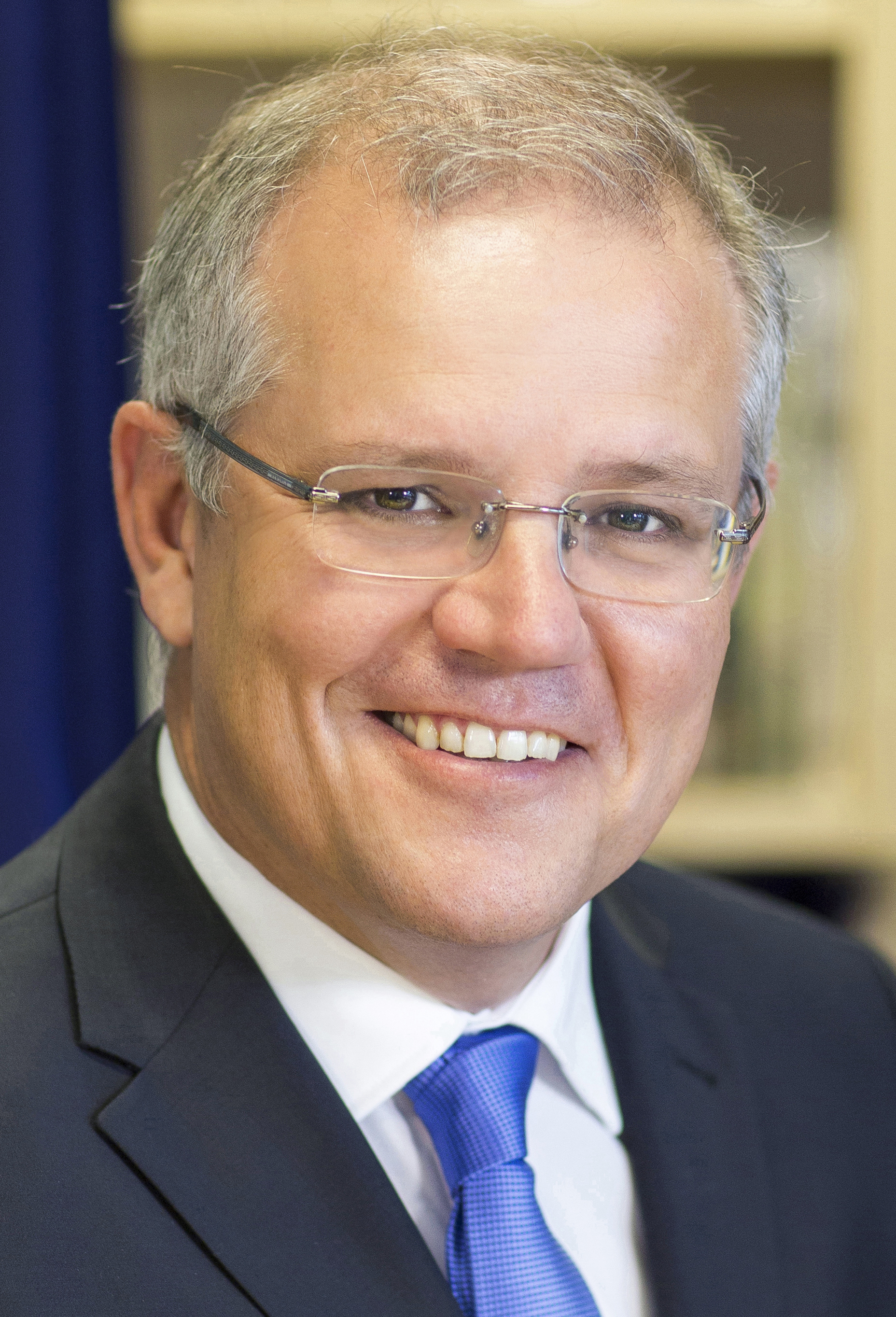
Australie Scott Morrison, Premier ministre
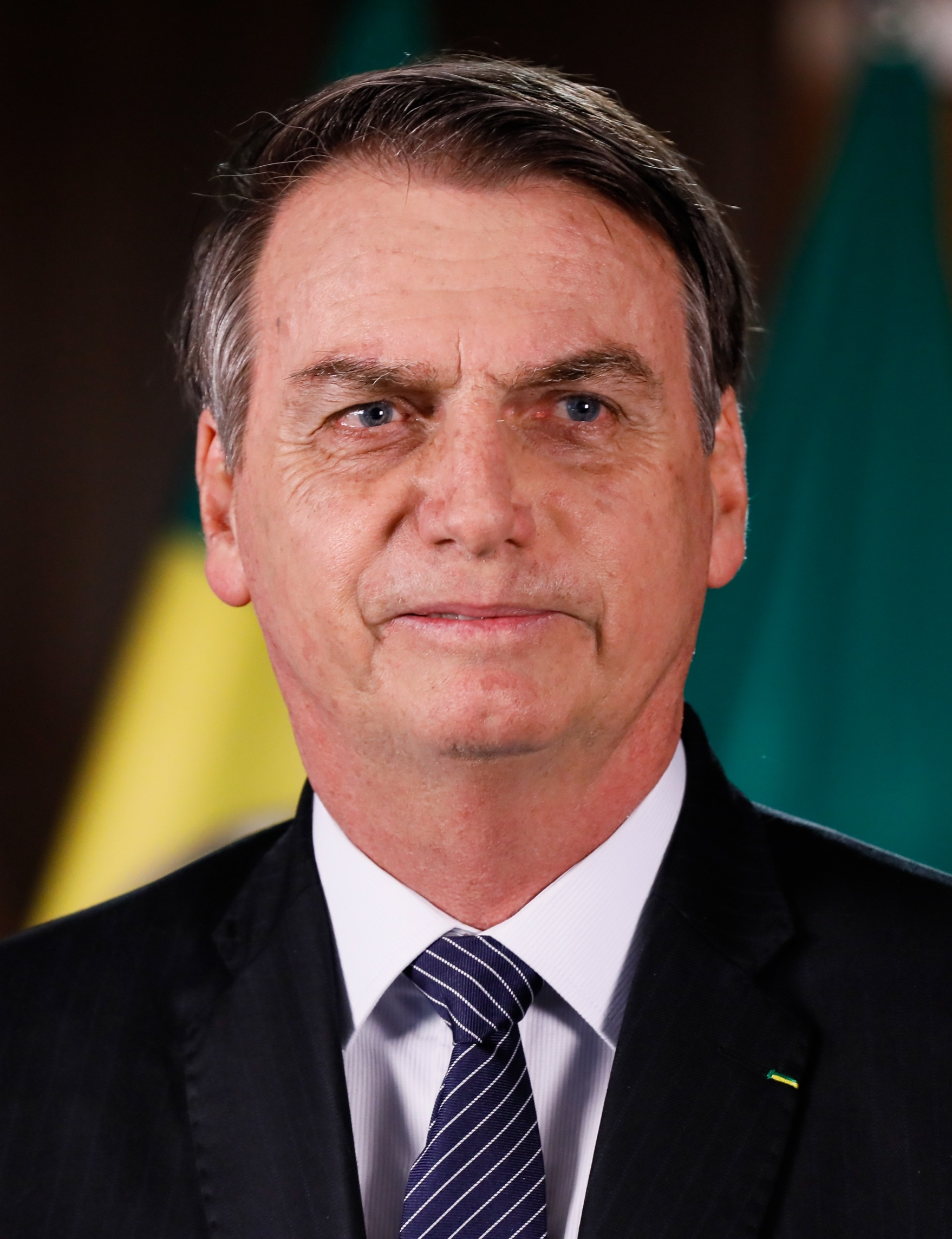
Brésil Jair Bolsonaro, président
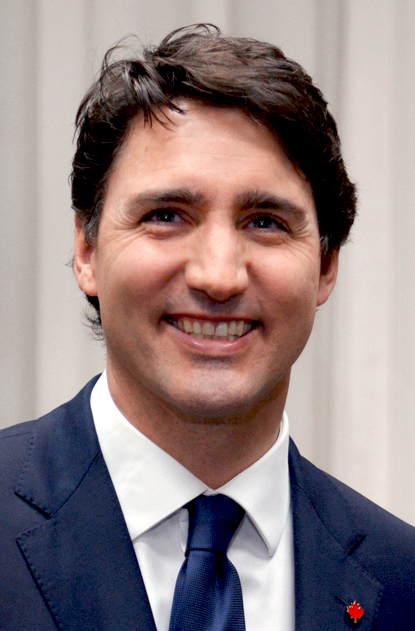
Canada Justin Trudeau, Premier ministre
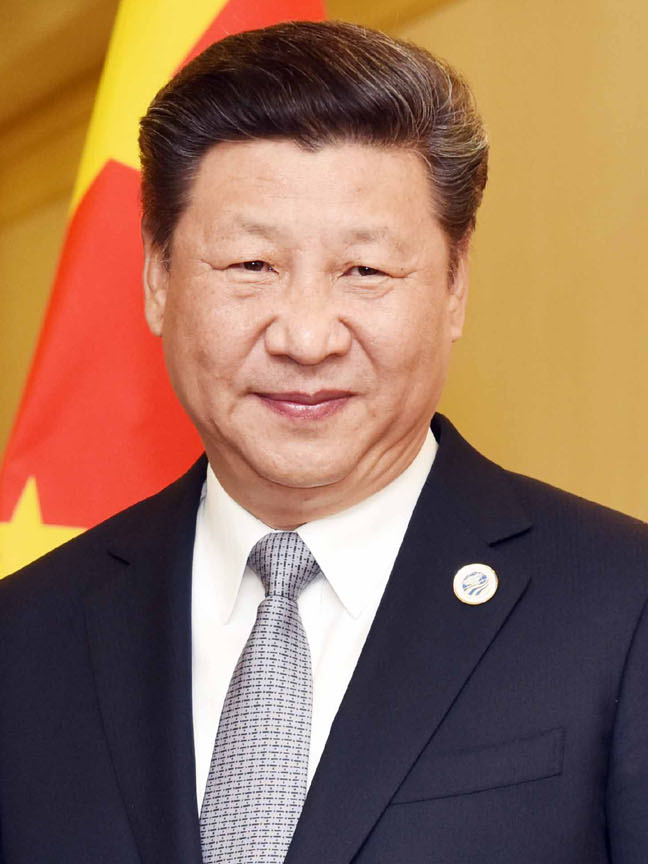
Chine Xi Jinping, président
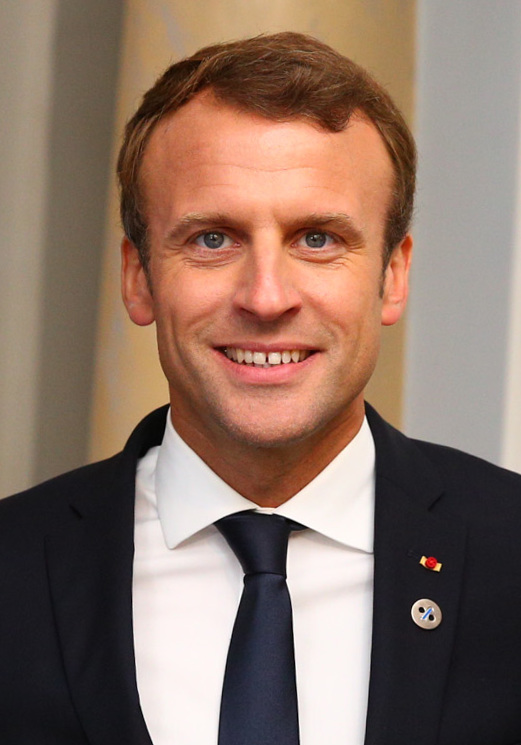
France Emmanuel Macron, président
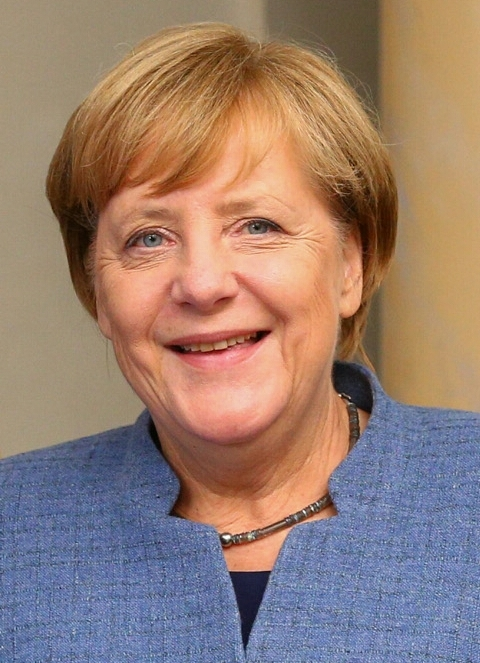
Allemagne Angela Merkel, chancelière
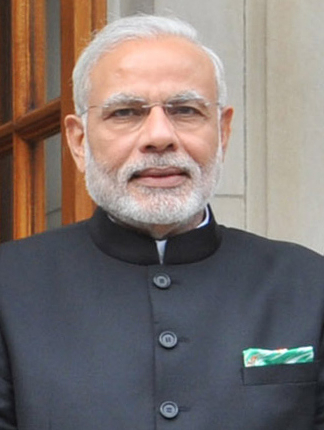
Inde Narendra Modi, Premier ministre
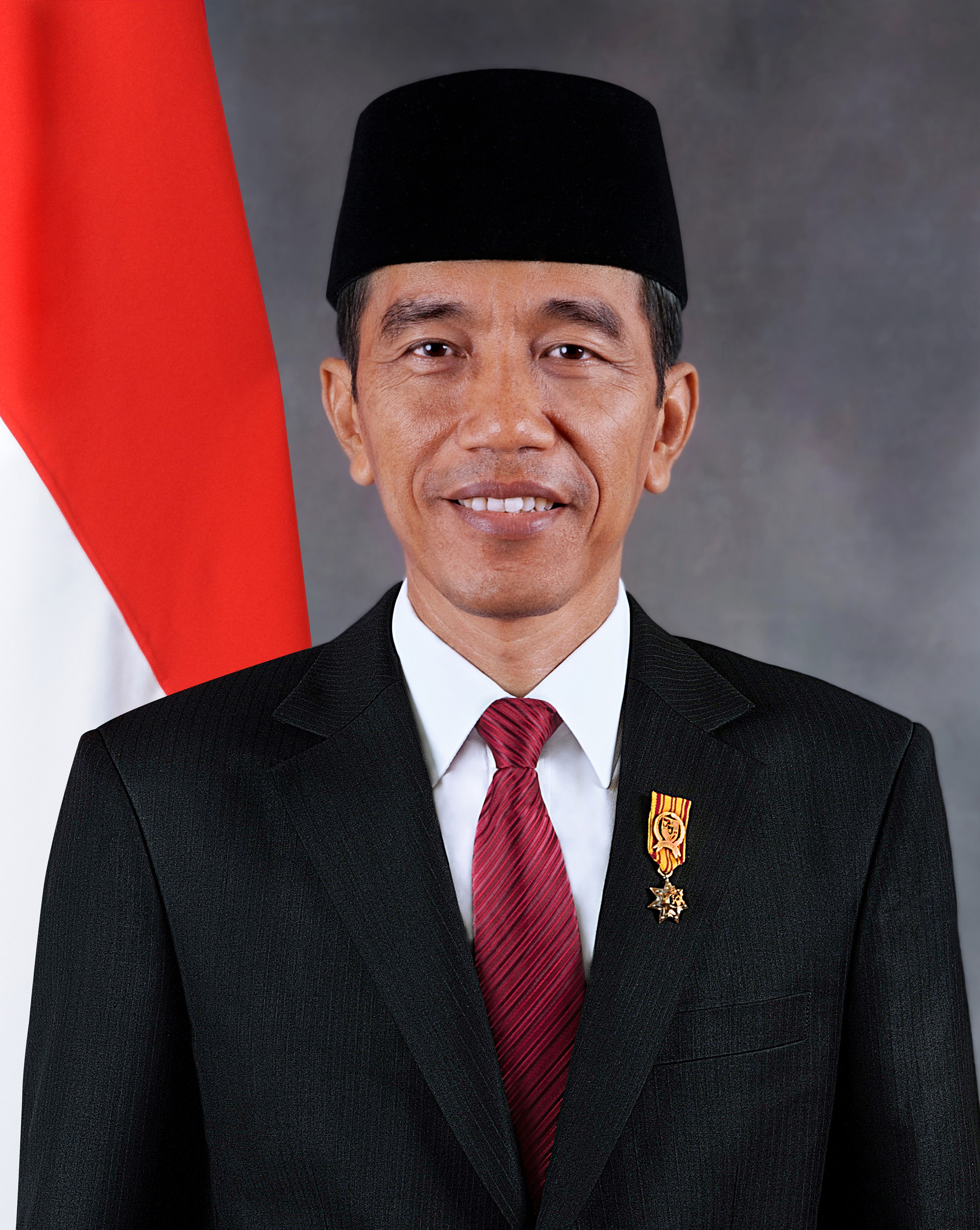
Indonésie Joko Widodo, président
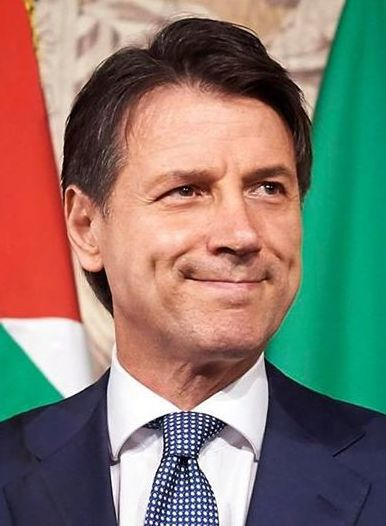
Italie Giuseppe Conte, Premier ministre
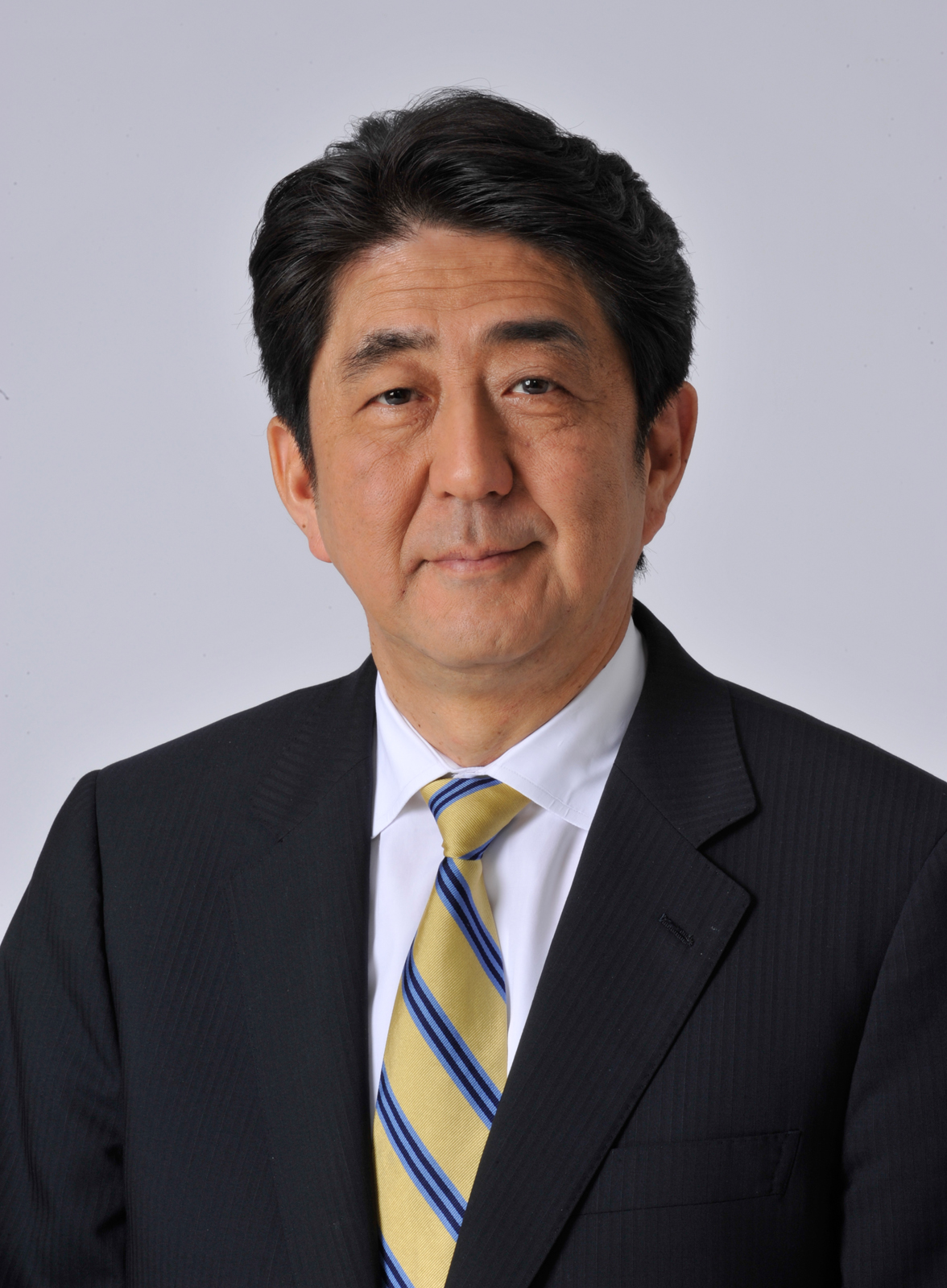
Japon Shinzō Abe, Premier ministre (hôte)
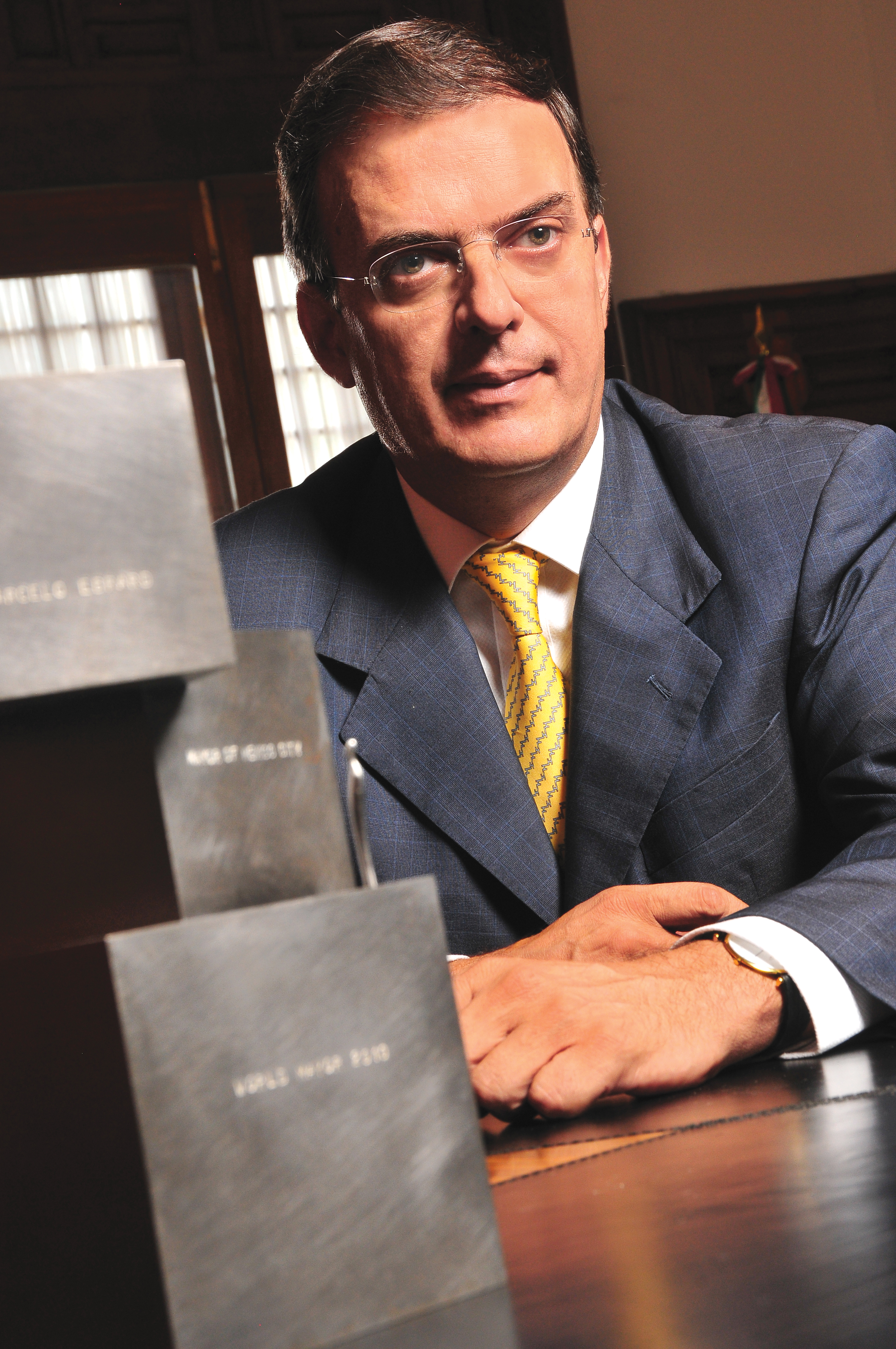
Mexique Marcelo Ebrard, ministre des Affaires étrangères
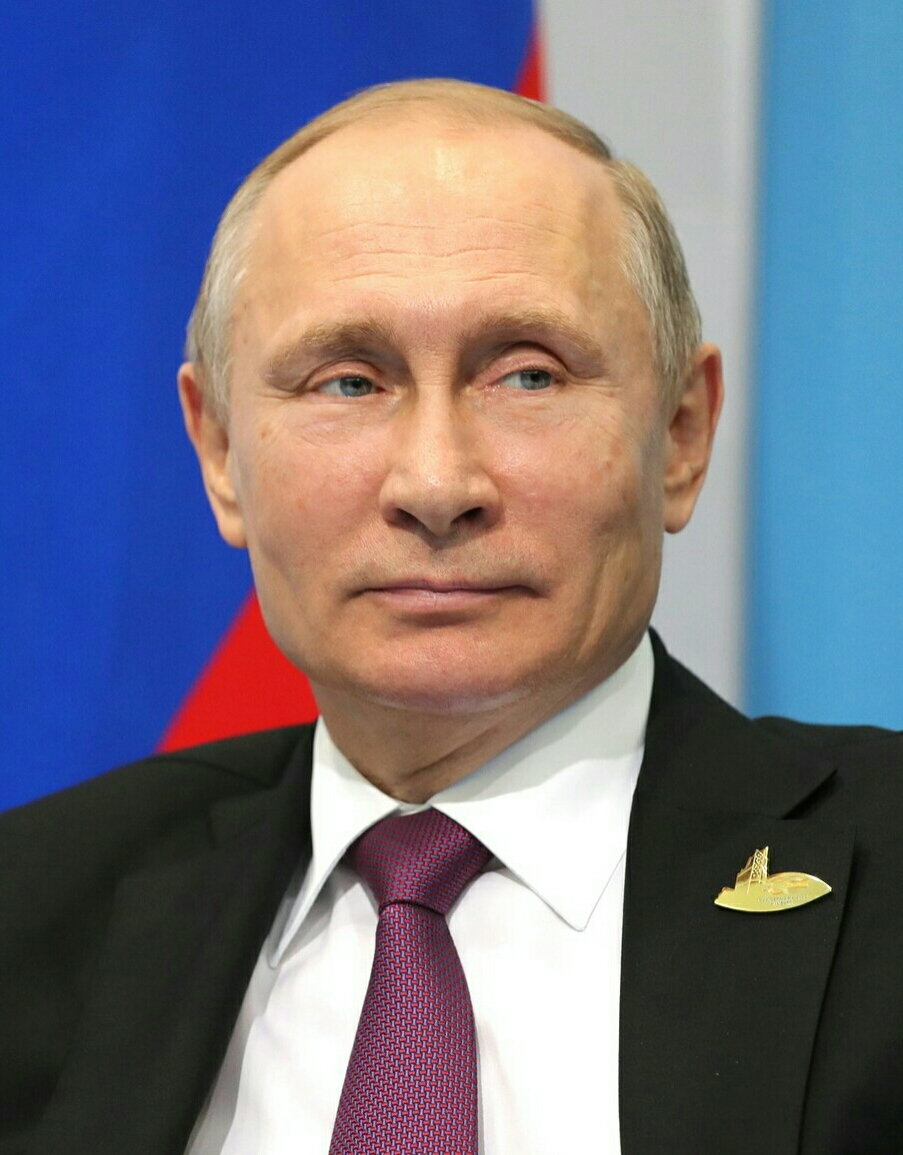
Russie Vladimir Poutine, président
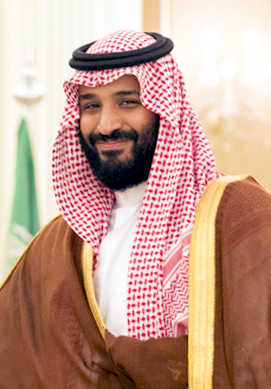
Arabie saoudite Mohammed ben Salmane, Prince héritier Premier vice-Premier ministre Ministre de la Défense
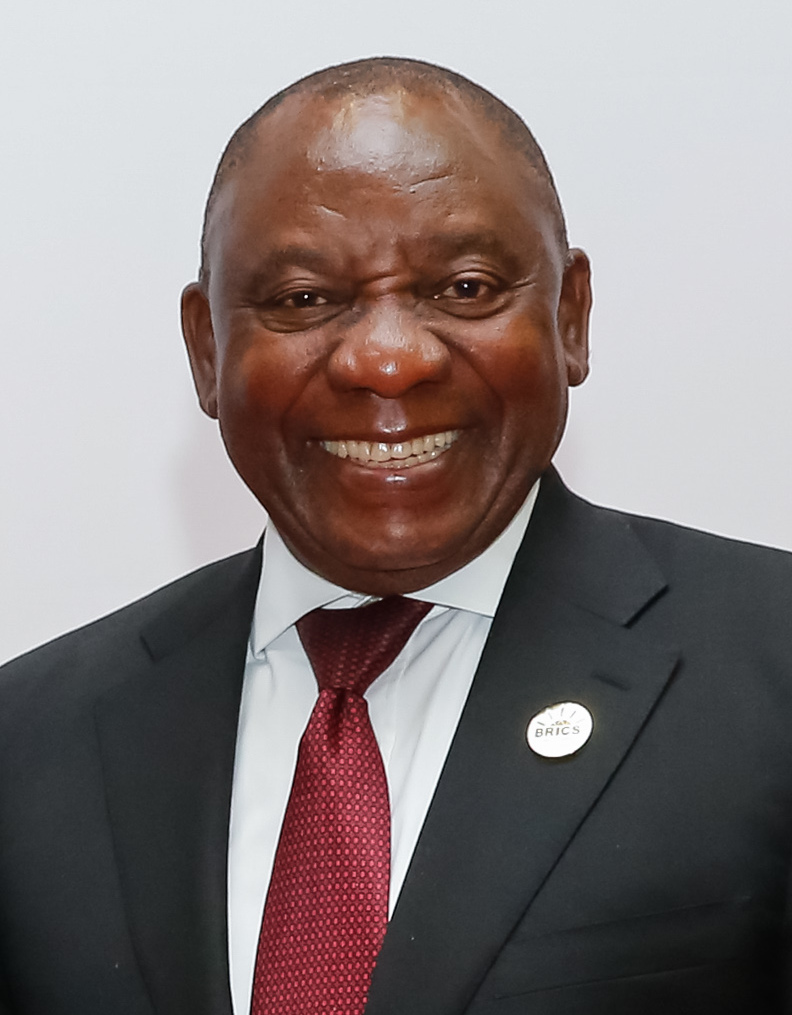
Afrique du Sud Cyril Ramaphosa, président
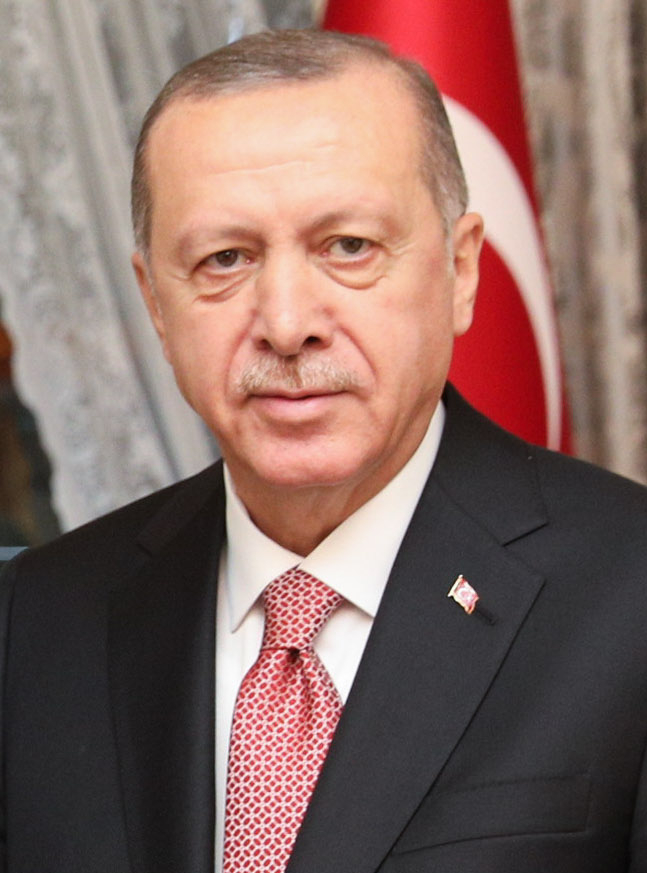
Turquie Recep Tayyip Erdoğan, président
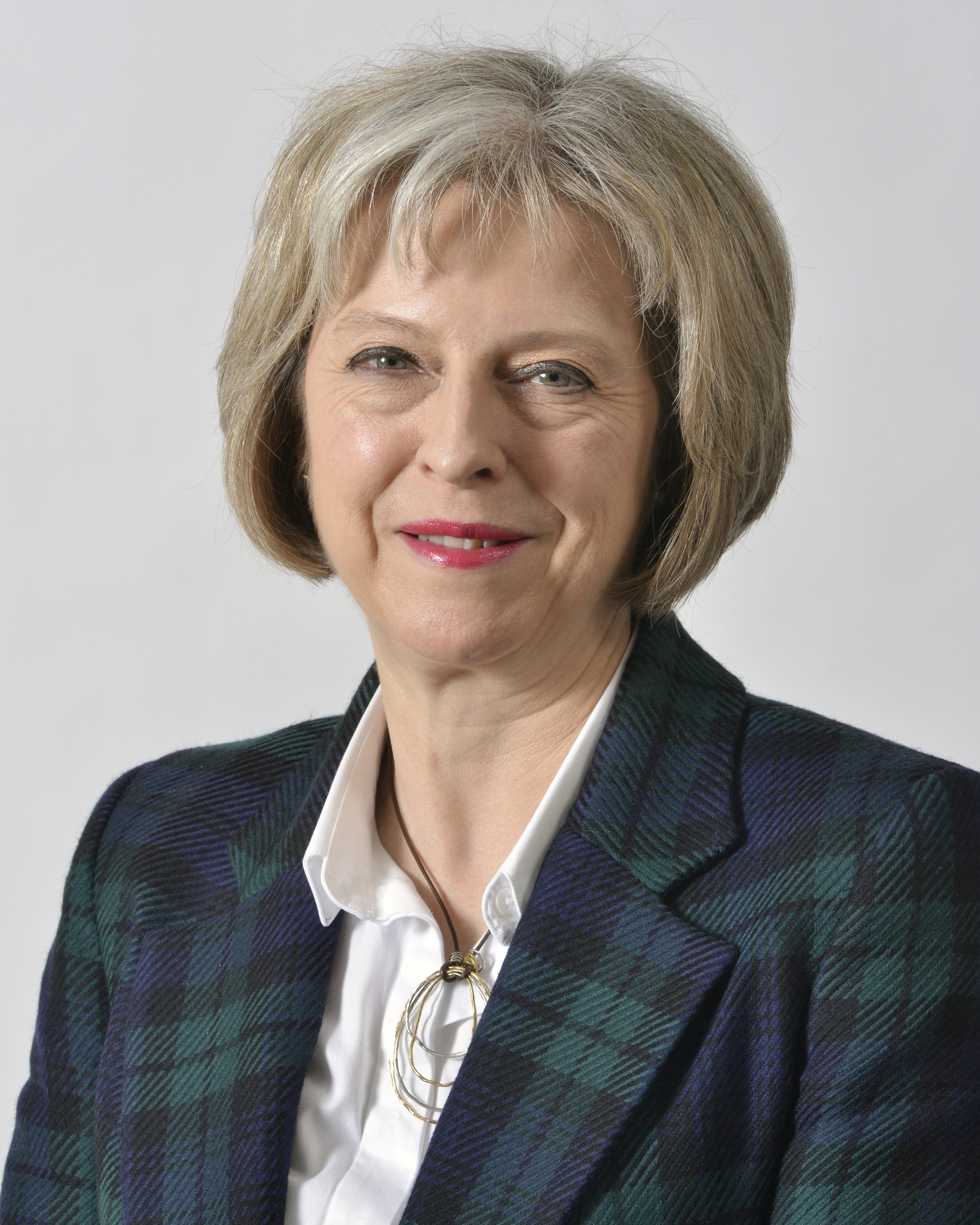
Royaume-Uni Theresa May, Première ministre
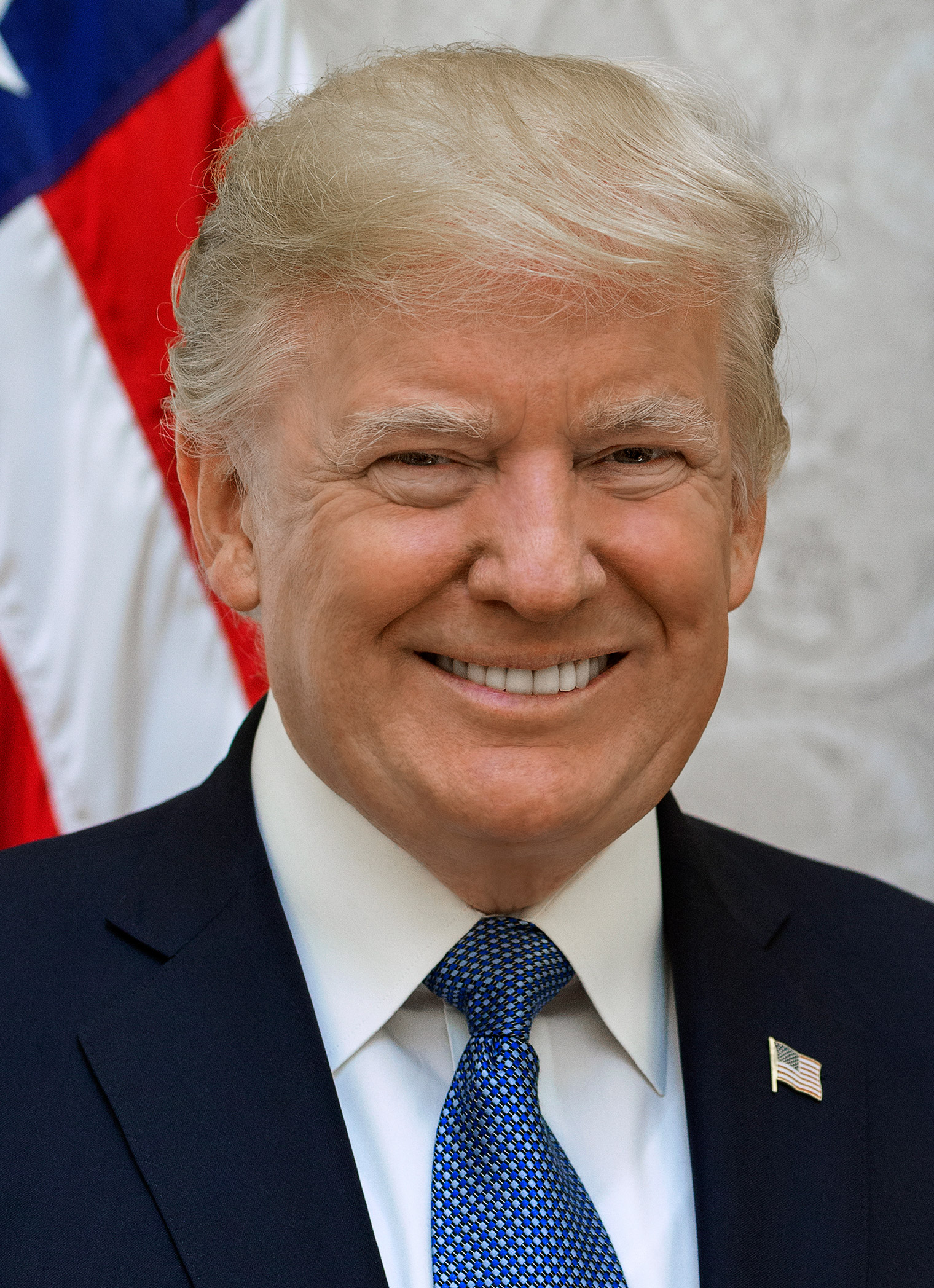
États-Unis Donald Trump, président
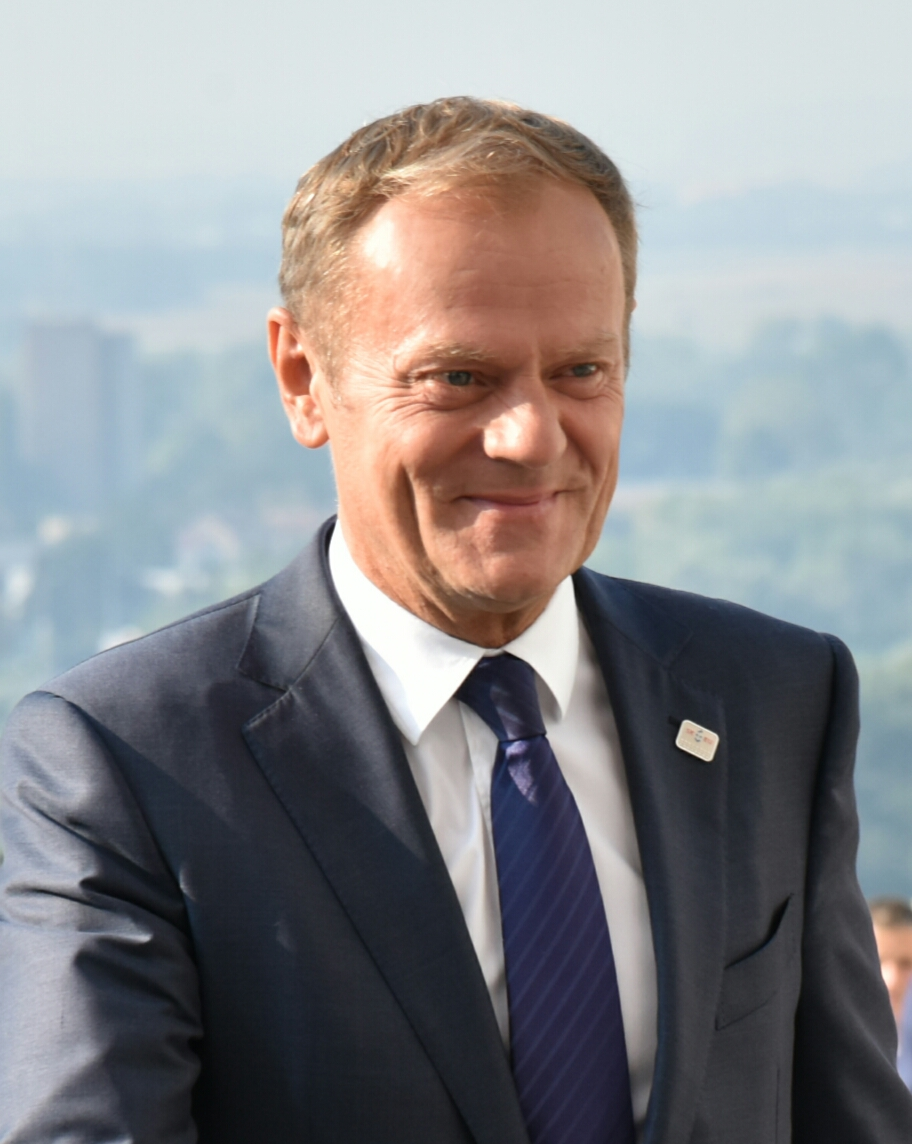
Union européenne Donald Tusk, président du Conseil européen
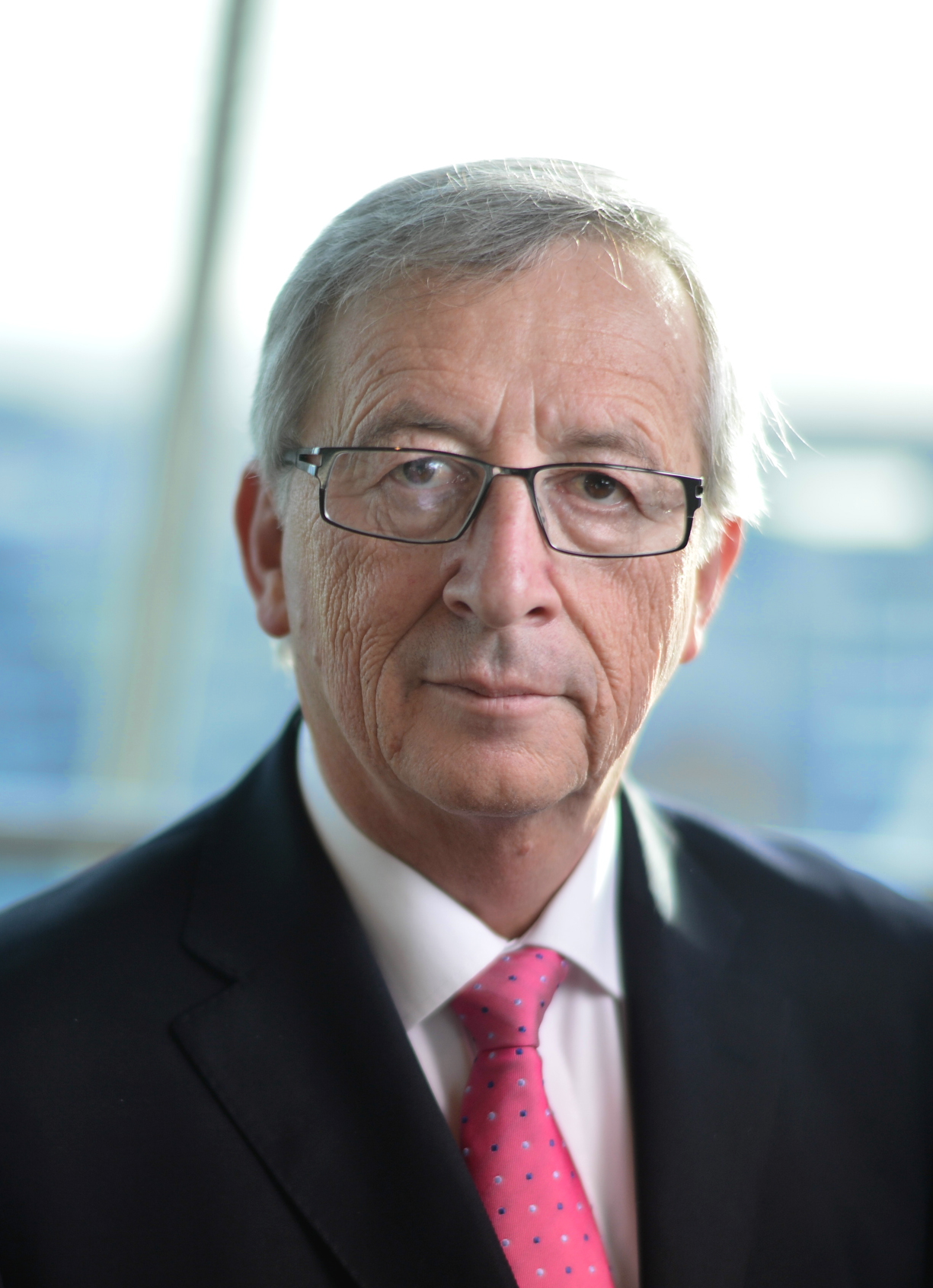
Union européenne Jean-Claude Juncker, président de la Commission européenne

## Invités

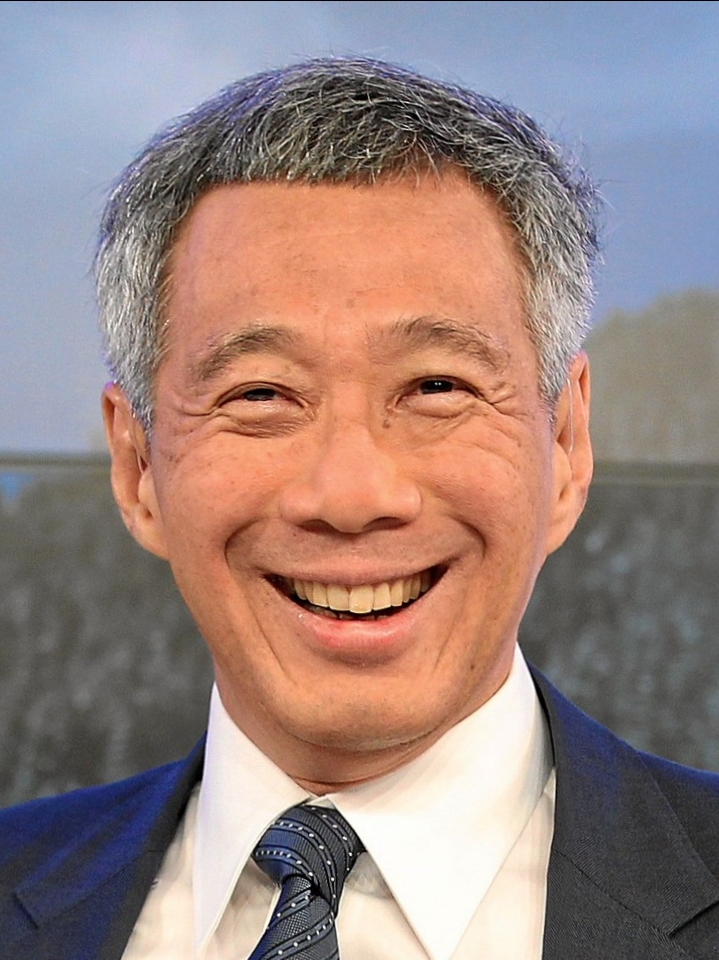
Singapour Lee Hsien Loong, Premier ministre
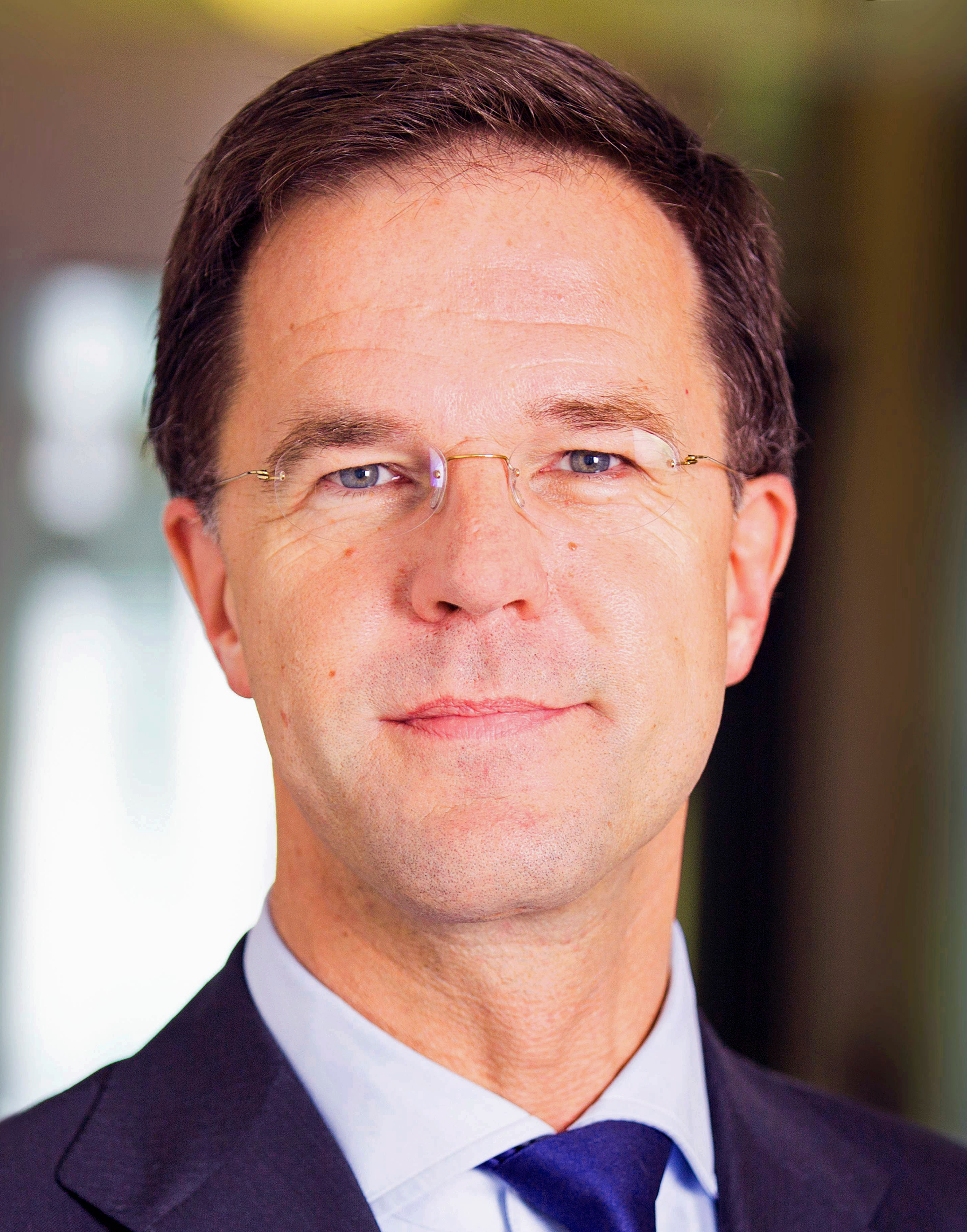
Pays-Bas Mark Rutte, Premier ministre (invité permanent)
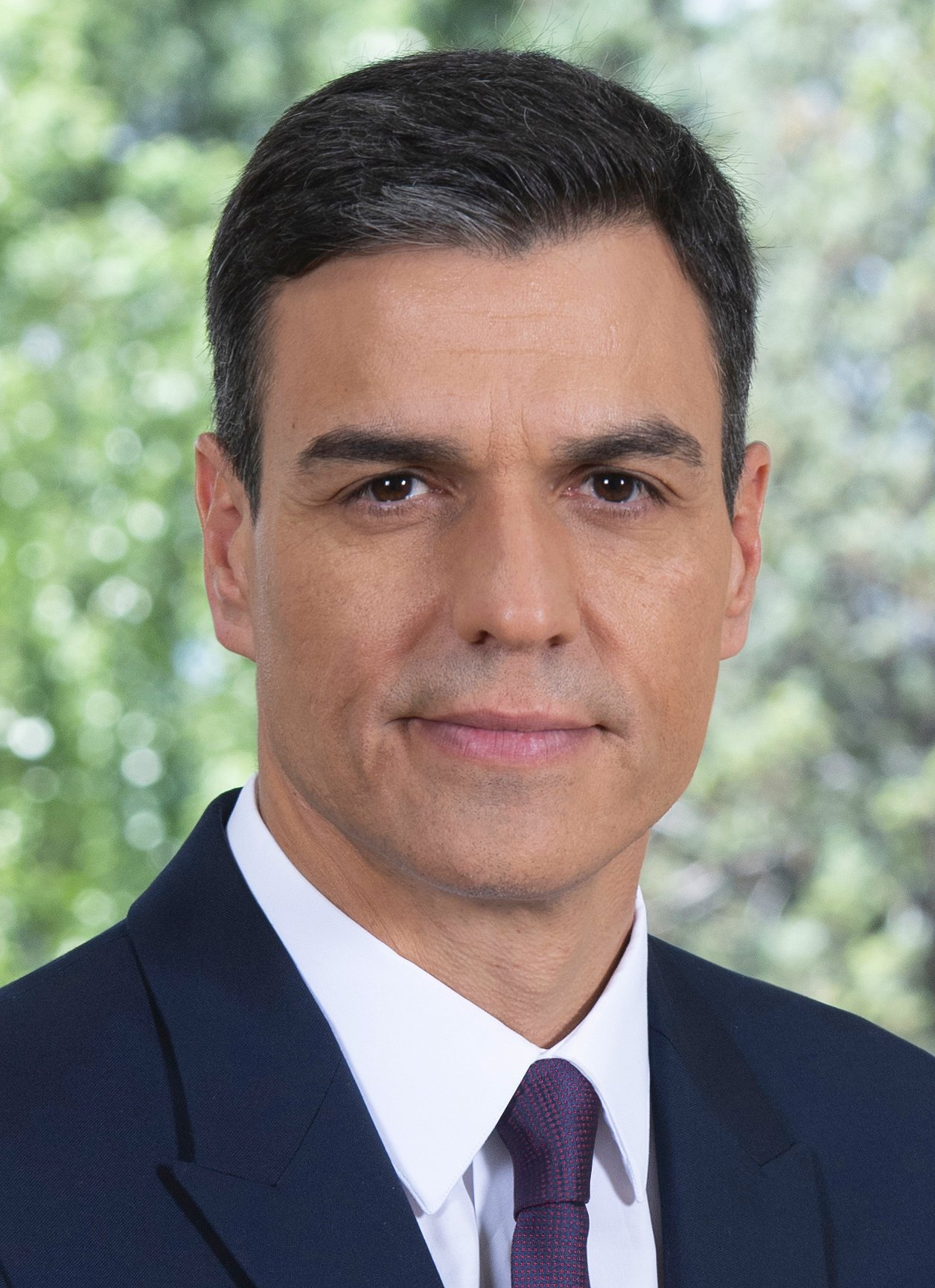
Espagne Pedro Sánchez, Premier ministre (invité permanent)
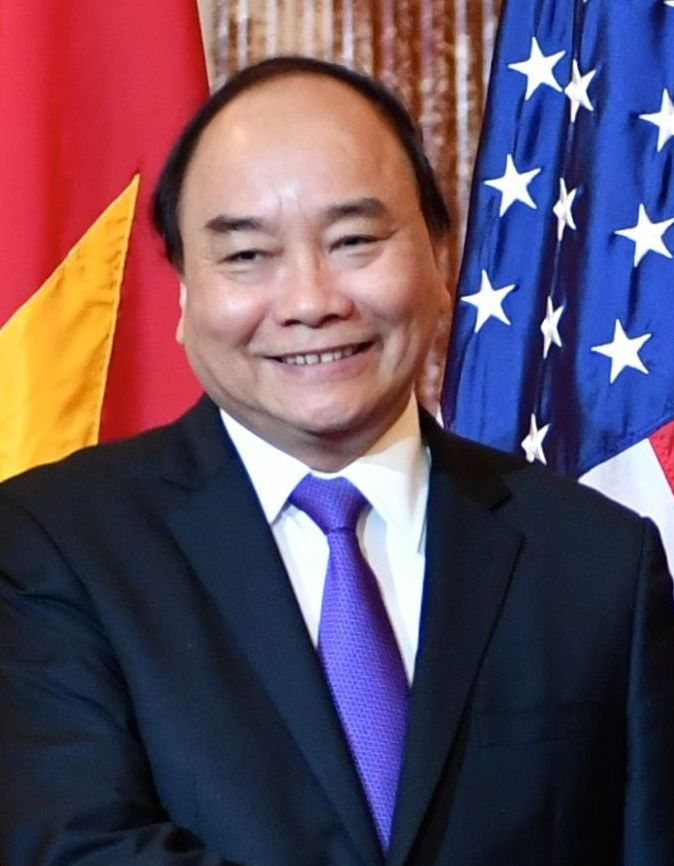
Viêt Nam Nguyễn Xuân Phúc, Premier ministre
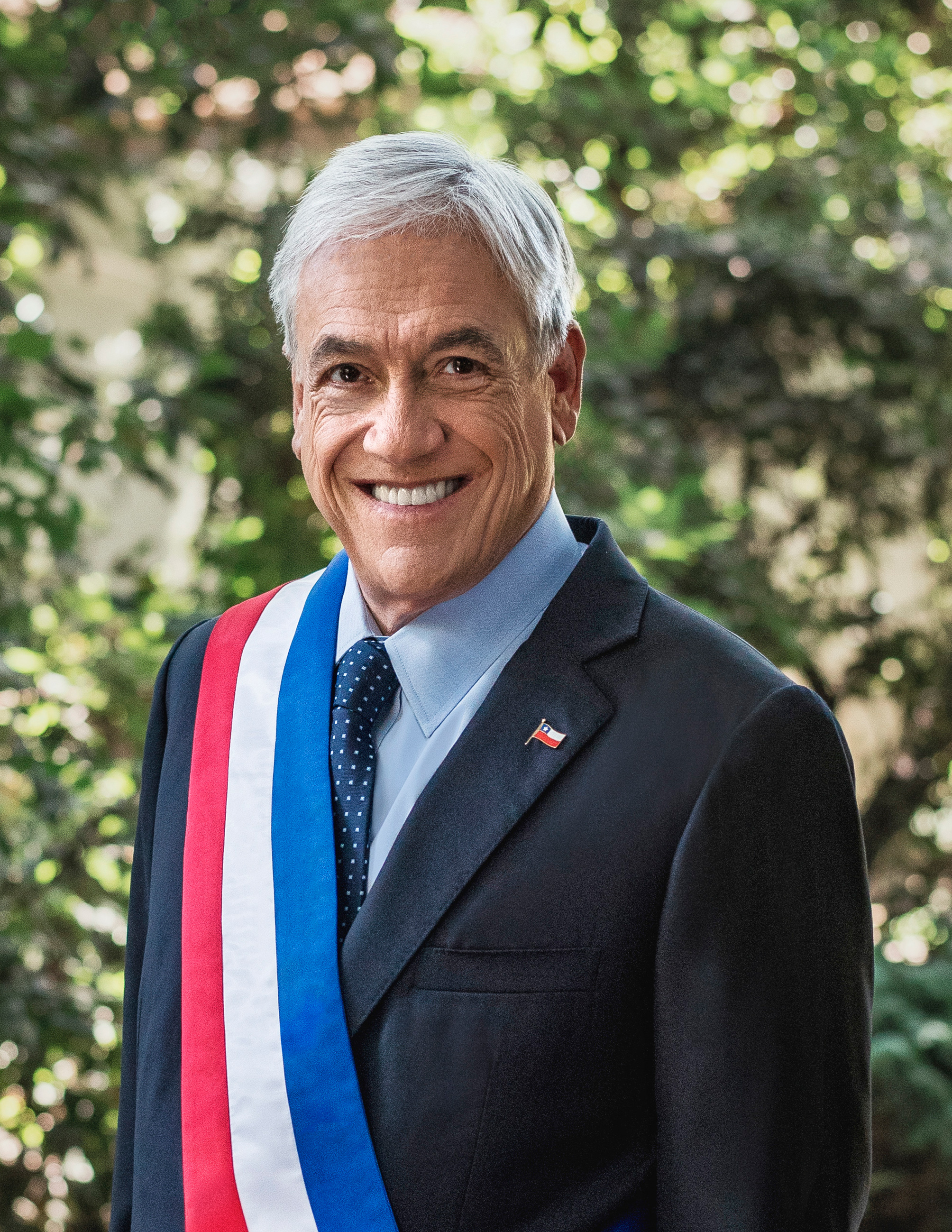
Coopération économique Asie-Pacifique Sebastián Piñera, président du Chili, président de l'APEC
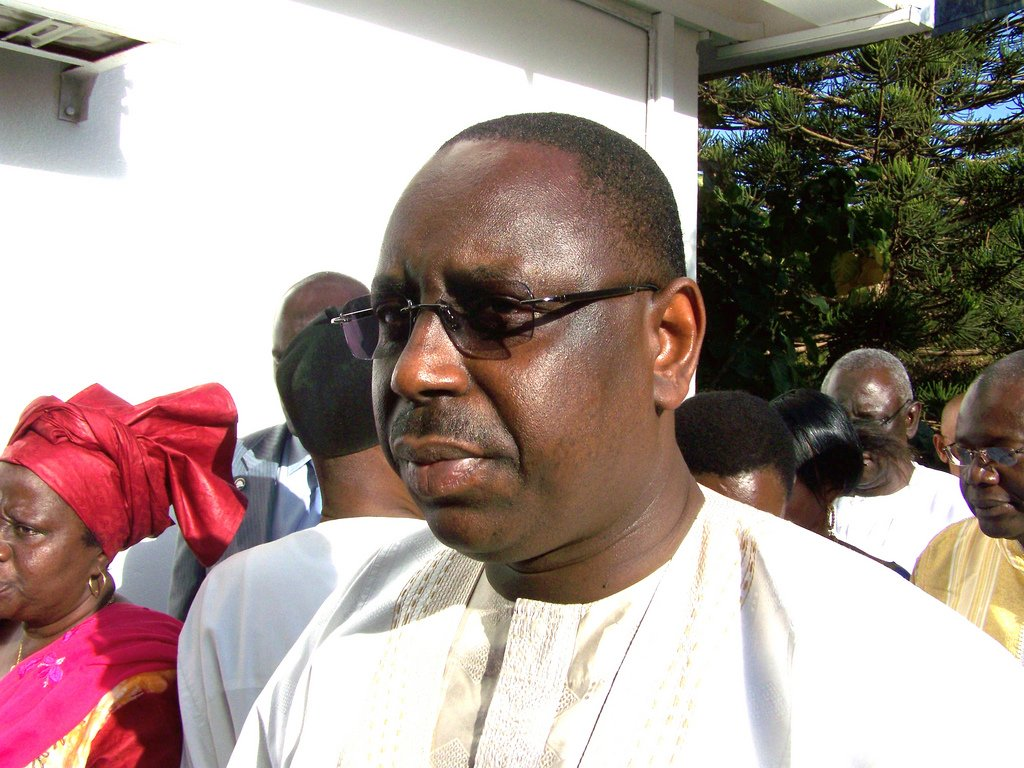
Nouveau partenariat pour le développement de l'Afrique Macky Sall, président du Sénégal et président du NEPAD
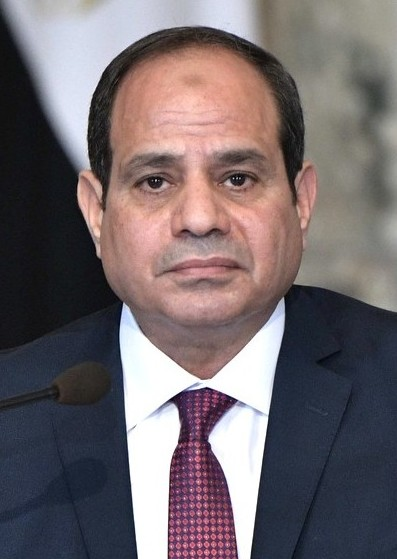
Union africaine Abdel Fattah al-Sissi, Président de l'Égypte Président de l'Union africaine

## Organisations internationales

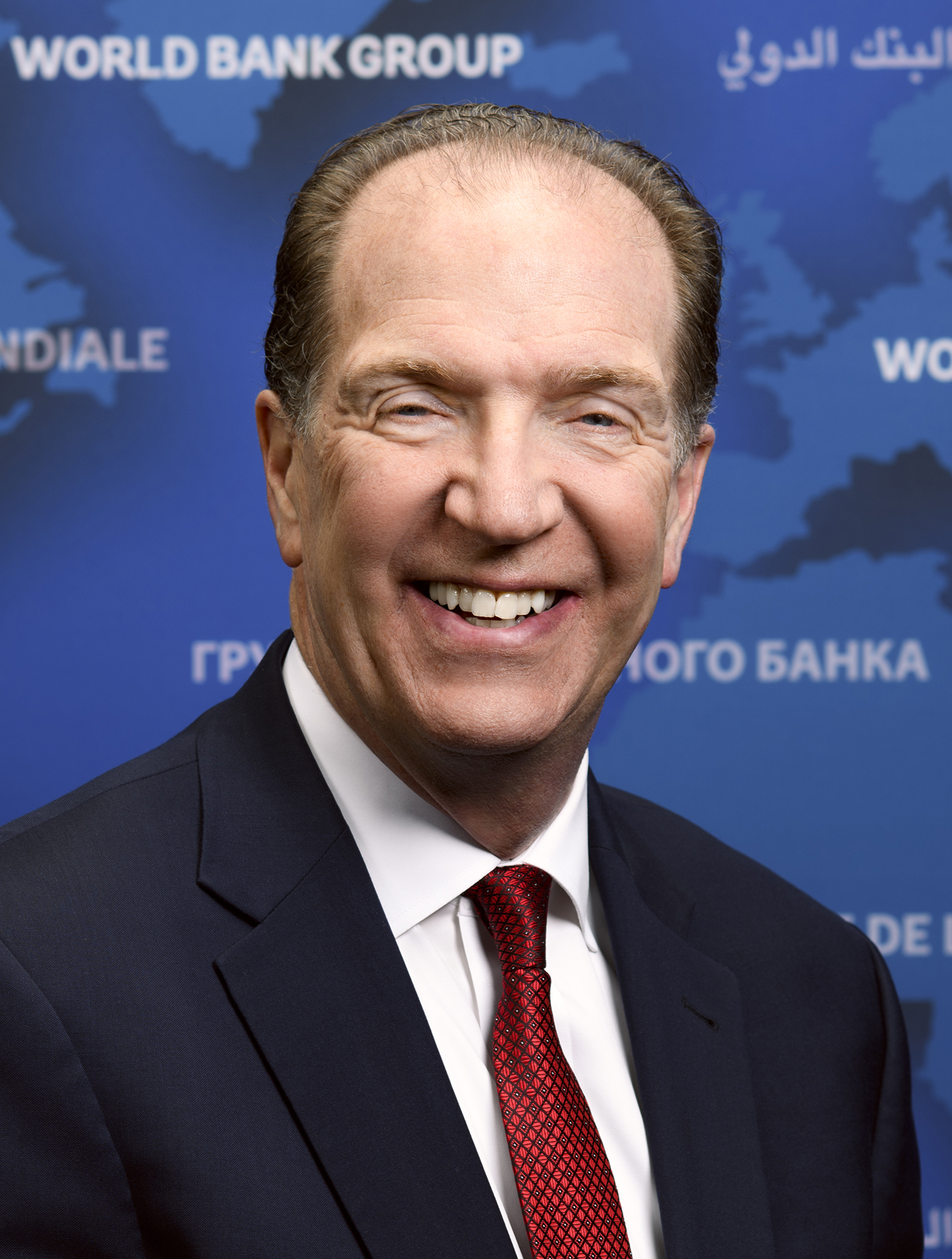
Banque mondiale David Malpass, président
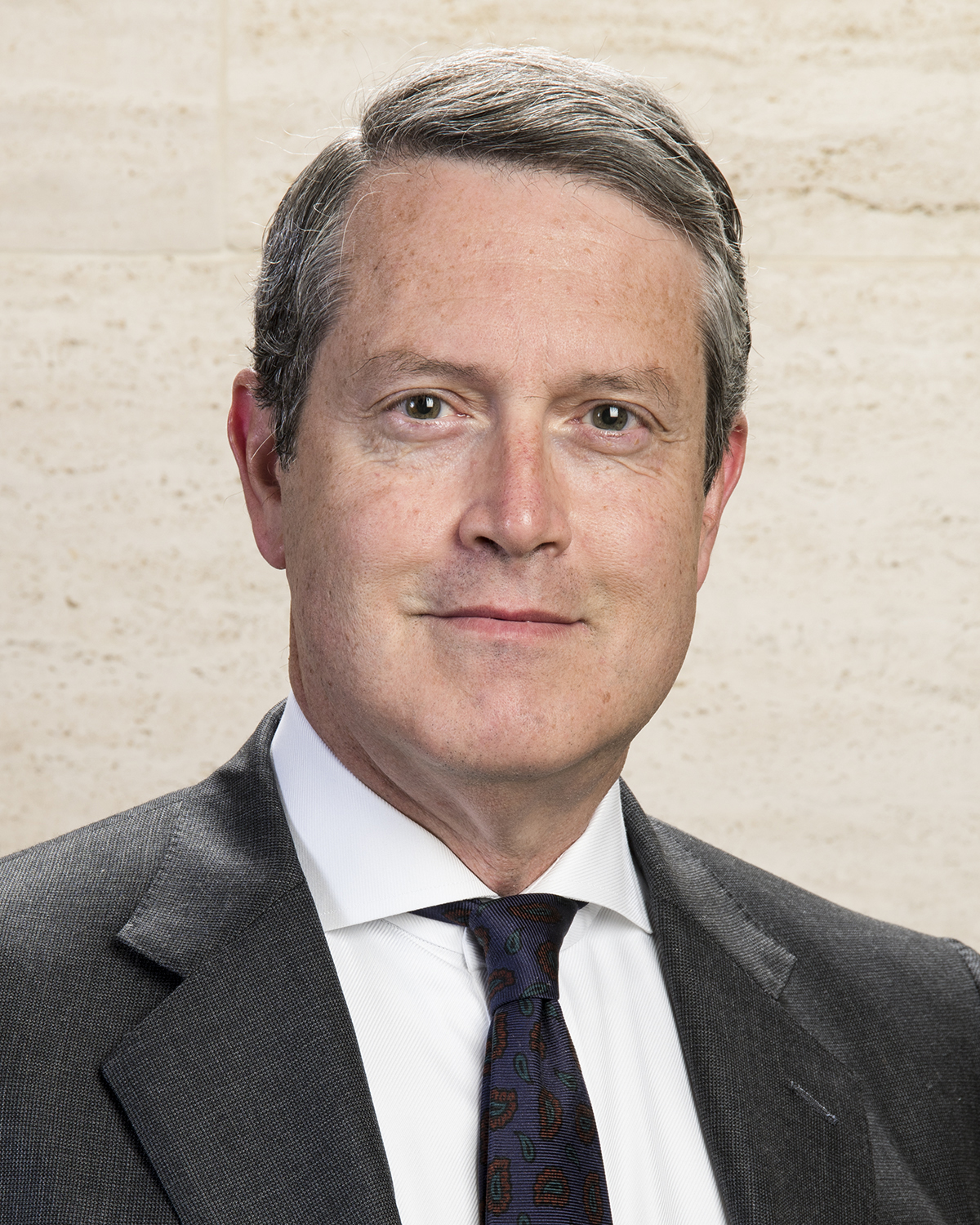
Conseil de stabilité financière Randal Quarles, président
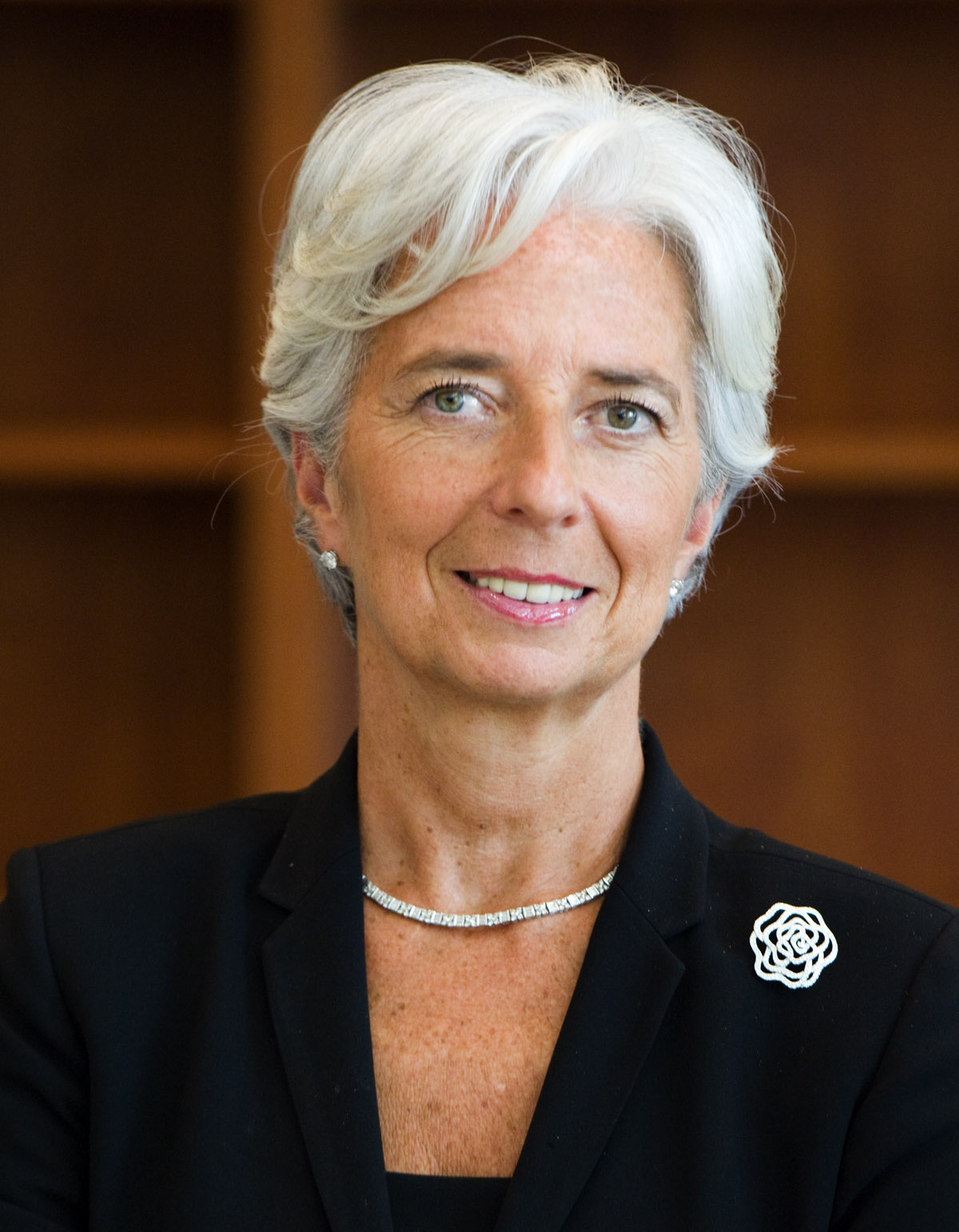
Fonds monétaire international Christine Lagarde, directrice générale
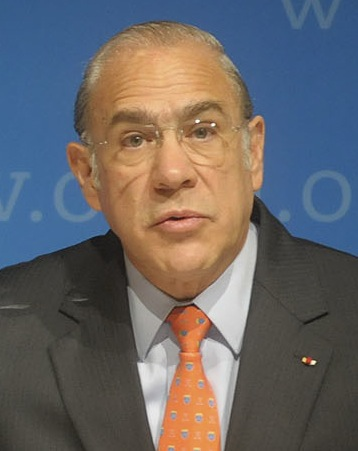
Organisation de coopération et de développement économiques José Ángel Gurría, secrétaire général
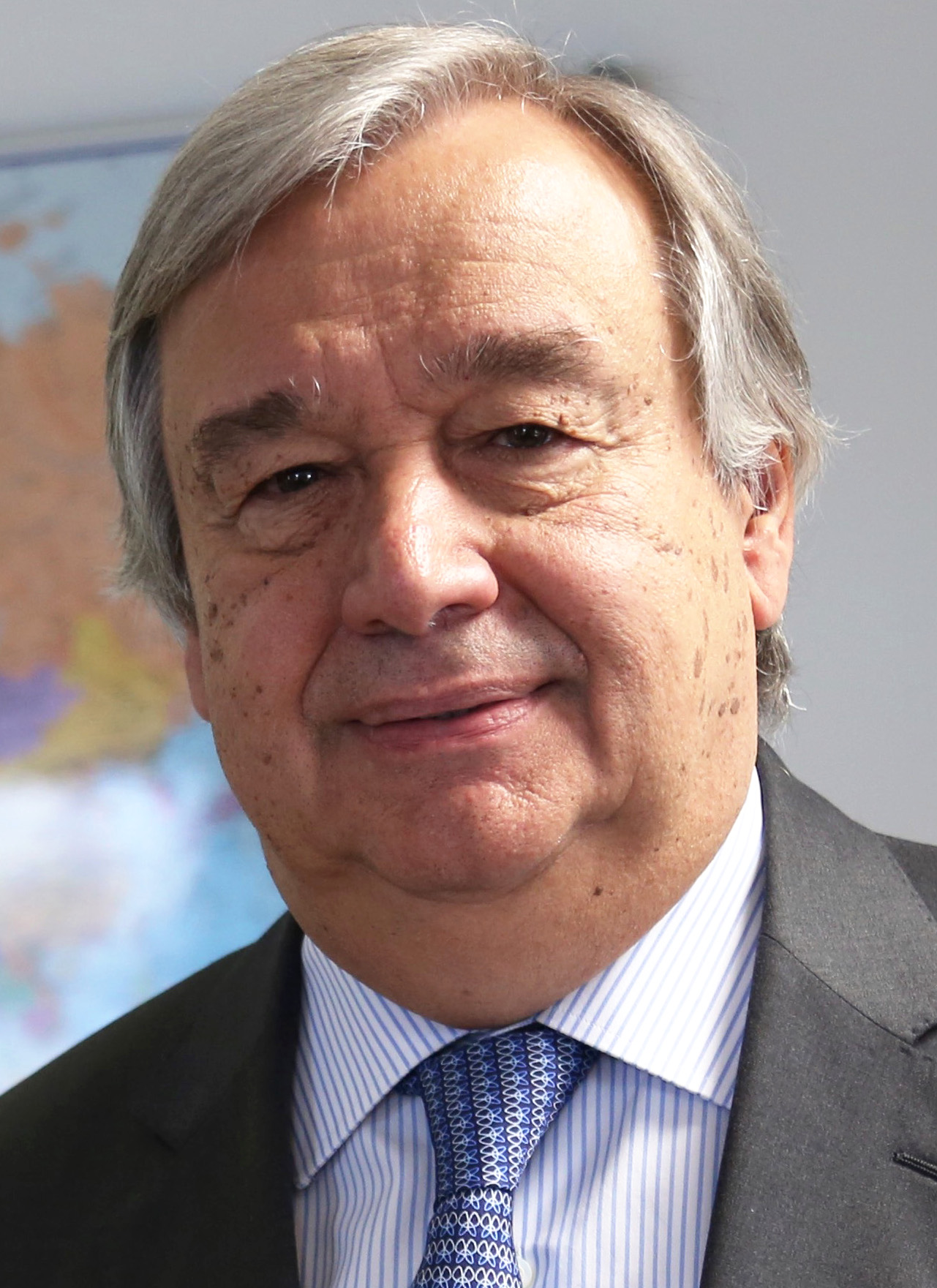
Organisation des Nations unies António Guterres, secrétaire général
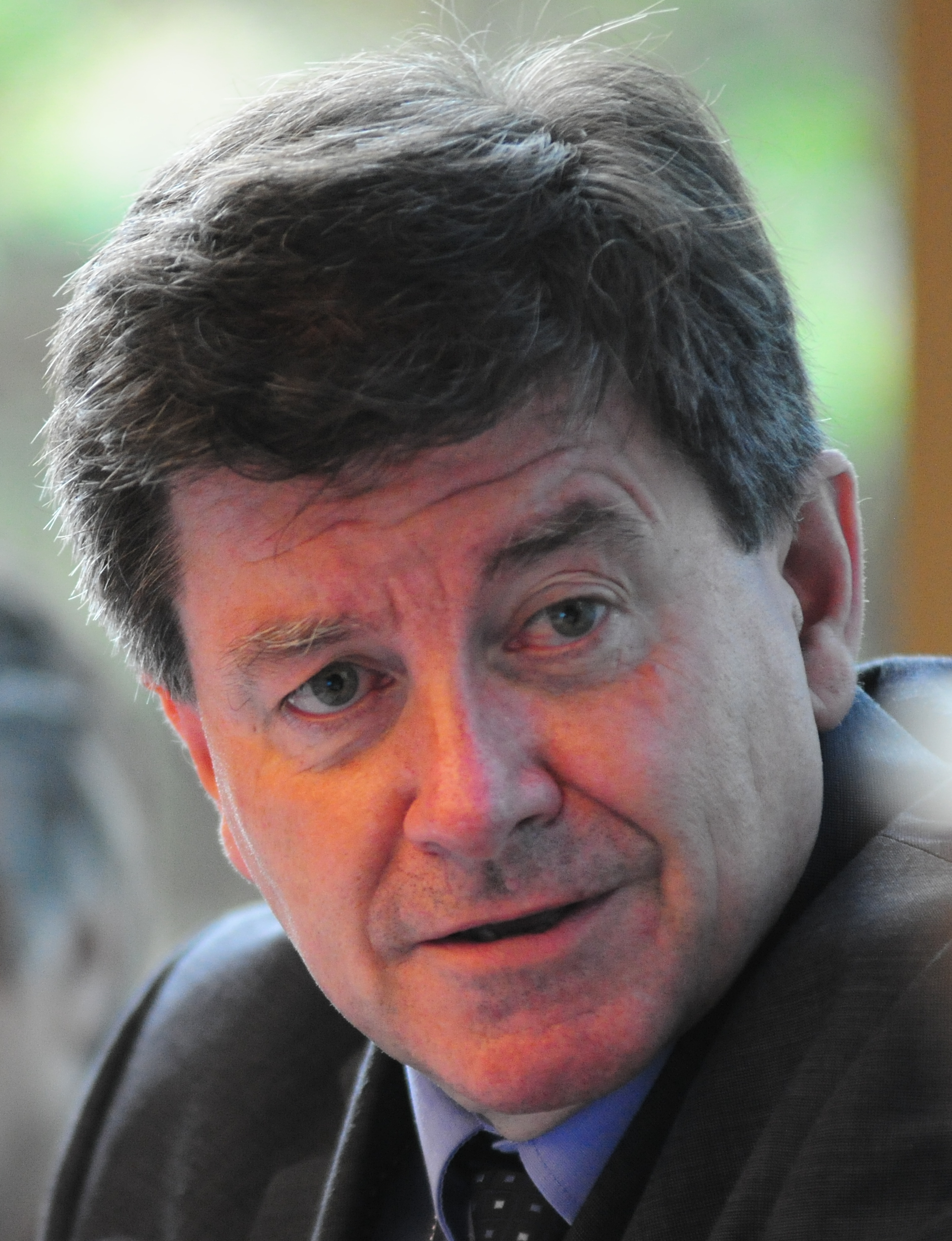
Organisation internationale du travail Guy Ryder, directeur général
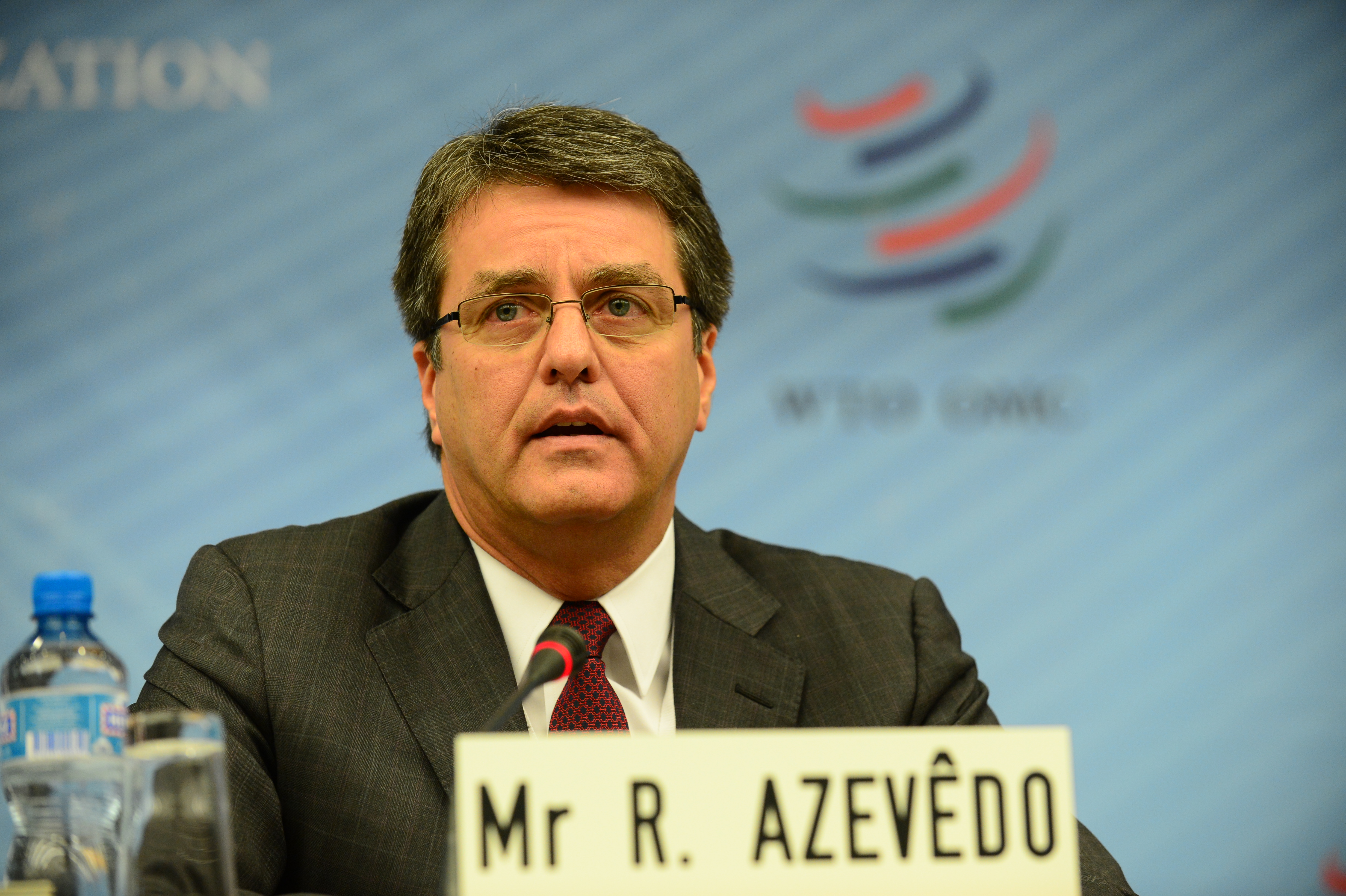
Organisation mondiale du commerce Roberto Azevêdo, directeur général
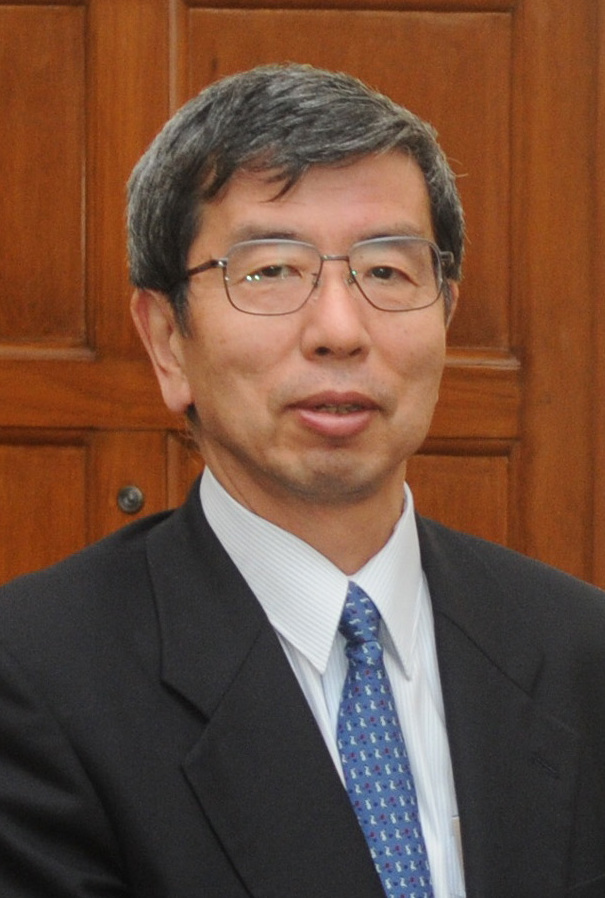
Banque asiatique de développement Takehiko Nakao, président

## Thèmes de discussion
Le réchauffement global est à l'agenda du sommet, ainsi que la réduction de l'usage et de la pollution du plastique et la gouvernance des données. Réformer l'Organisation Mondiale du Commerce est aussi à l'ordre du jour.

## Décisions

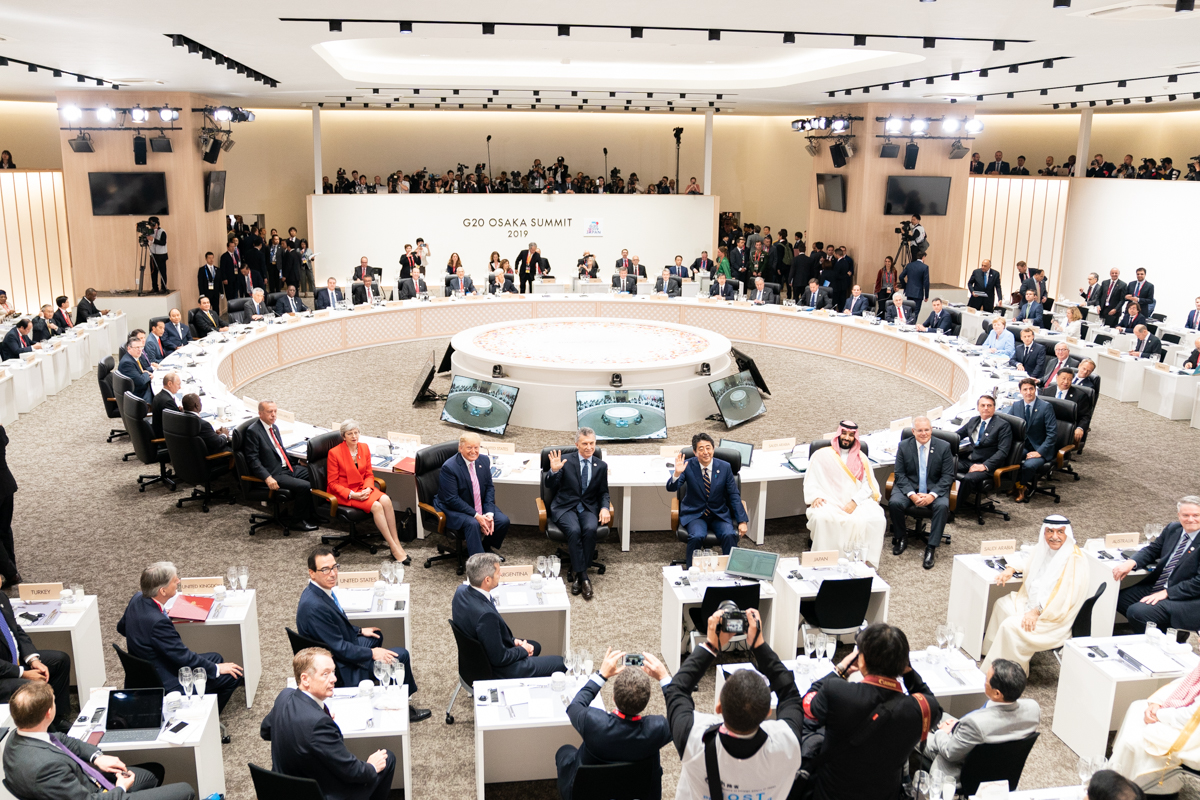
Table des discussions.

A l'issue du sommet, tous les pays sauf les États-Unis ont réaffirmé leur engagement de respecter l'accord de Paris sur le climat.
Les 20 pays se sont engagés « pour un commerce international juste, transparent et sans discrimination »,.

## Critiques
Des ONG critiquent la partie du communiqué final du sommet du G20 dite « Osaka Blue Ocean Vision » car elle serait trop floue et manquerait de détails concrets d'application et car elle ne s'attaquerait pas à la production-même d'objets en plastique, seulement au traitement des déchets.
Les ONG du groupe Civil 20, quant à elles, critiquent le rapport final du sommet pour le peu d'attention donné au respect de la vie privée et aux droits humains.

## Sécurité et impact pour les habitants d'Osaka
32 000 policiers sont déployés pour la sécurité du sommet et 160 km de routes, en particulier de nombreuses portions du réseau autoroutier Hanshin et le pont Sky Gate Bridge R, sont réservés à la circulation des participants au sommet les 27 et 30 juin 2019.
Un peu moins de 700 écoles de la préfecture d'Osaka sont fermées pendant deux jours en raison de l'organisation du sommet.
Le quartier rouge de Tobita Shinchi a volontairement décidé d'interrompre ses activités pendant le sommet; de même, l'association locale d’établissements de pachinko s'est abstenue de remplacer ses machines pendant le mois de juin afin de ne pas donner de travail supplémentaire aux forces de police, car les nouvelles machines doivent être visuellement vérifiées et homologuées par la police avant de pouvoir servir.
Tadashi Maeda, directeur de la Banque japonaise pour la coopération internationale a contracté la rubéole lors du sommet.